# Liste der Bodendenkmäler in Barbing
Auf dieser Seite sind die Bodendenkmäler in der Oberpfälzer Gemeinde Barbing zusammengestellt. Diese Tabelle ist eine Teilliste der Liste der Bodendenkmäler in Bayern. Grundlage ist die Bayerische Denkmalliste, die auf Basis des Bayerischen Denkmalschutzgesetzes vom 1. Oktober 1973 erstmals erstellt wurde und seither durch das Bayerische Landesamt für Denkmalpflege geführt wird. Die folgenden Angaben ersetzen nicht die rechtsverbindliche Auskunft der Denkmalschutzbehörde.

## Gemeinde Barbing

### Gemarkung Auburg
| Lage              | Objekt | Akten-Nr.     | Bild |
| ----------------- | --- | ------------- | ---- |
| Auburg (Standort) | Mittelalterlicher Burgstall. | D-3-6939-0016 |      |
| Auburg (Standort) | Siedlung der Urnenfelderzeit. | D-3-6939-0166 |      |
| Auburg (Standort) | Archäologische Befunde und Funde im Bereich der katholischen Filialkirche St. Stephan in Auburg. | D-3-6939-0168 |      |
| Auburg (Standort) | Historischer Bestattungsplatz, wohl abgegangener Friedhof der Kirche St. Stephan in Auburg. | D-3-6939-0192 |      |
| Auburg (Standort) | Siedlung vor- und frühgeschichtlicher Zeitstellung. | D-3-7039-0407 |      |
| Auburg (Standort) | Siedlungen der Jungsteinzeit, der Bronzezeit, der Urnenfelderzeit, der Spätlatènezeit, der römischen Kaiserzeit und des frühen Mittelalters, Bestattungsplätze der Glockenbecherkultur und der Urnenfelderzeit. | D-3-7039-0447 |      |

### Gemarkung Barbing
| Lage               | Objekt | Akten-Nr.     | Bild |
| ------------------ | --- | ------------- | ---- |
| Barbing (Standort) | Archäologische Befunde im Bereich des ehemaligen Schlosses von Barbing, zuvor mittelalterliche Burg.                                                                                          | D-3-6939-0066 |      |
| Barbing (Standort) | Siedlungen der Urnenfelderzeit und der Hallstattzeit. | D-3-6939-0069 |      |
| Barbing (Standort) | Archäologische Befunde des Mittelalters und der frühen Neuzeit im Bereich der katholischen Pfarrkirche St. Martin in Barbing, darunter die Spuren von Vorgängerbauten bzw. älterer Bauphasen. | D-3-6939-0115 |      |
| Barbing (Standort) | Bestattungsplatz des Frühmittelalters. | D-3-6939-0117 |      |
| Barbing (Standort) | Siedlungen der Jungsteinzeit, der Frühlatènezeit und des Frühmittelalters. | D-3-6939-0118 |      |
| Barbing (Standort) | Siedlung vor- und frühgeschichtlicher Zeitstellung. | D-3-6939-0119 |      |
| Barbing (Standort) | Siedlung vor- und frühgeschichtlicher Zeitstellung. | D-3-6939-0120 |      |
| Barbing (Standort) | Siedlung vor- und frühgeschichtlicher Zeitstellung. | D-3-6939-0121 |      |
| Barbing (Standort) | Siedlung der Linearbandkeramik, Bestattungsplätze der Glockenbecherkultur, der Urnenfelderzeit, der Hallstattzeit und der mittleren Latènezeit.                                               | D-3-6939-0137 |      |
| Barbing (Standort) | Siedlung vor- und frühgeschichtlicher Zeitstellung. | D-3-6939-0138 |      |
| Barbing (Standort) | Siedlungen der Altheimer Kultur, der Mittelbronzezeit und der Urnenfelderzeit. | D-3-6939-0159 |      |
| Barbing (Standort) | Siedlung der Hallstattzeit. | D-3-6939-0235 |      |
| Barbing (Standort) | Siedlung vor- und frühgeschichtlicher Zeitstellung. | D-3-6939-0238 |      |
| Barbing (Standort) | Siedlung vor- und frühgeschichtlicher Zeitstellung. | D-3-6939-0239 |      |
| Barbing (Standort) | Siedlung der Altheimer Kultur. | D-3-6939-0240 |      |
| Barbing (Standort) | Siedlung vor- und frühgeschichtlicher Zeitstellung. | D-3-7039-0259 |      |
| Barbing (Standort) | Vorgeschichtlicher Bestattungsplatz mit verebneten Grabhügeln. | D-3-7039-0260 |      |
| Barbing (Standort) | Siedlung vor- und frühgeschichtlicher Zeitstellung. | D-3-7039-0427 |      |
| Barbing (Standort) | Hofwüstung Unterheising. | D-3-7039-0509 |      |

### Gemarkung Eltheim
| Lage               | Objekt | Akten-Nr.     | Bild |
| ------------------ | --- | ------------- | ---- |
| Eltheim (Standort) | Siedlung vor- und frühgeschichtlicher Zeitstellung. | D-3-7039-0068 |      |
| Eltheim (Standort) | Siedlung vor- und frühgeschichtlicher Zeitstellung. | D-3-7039-0069 |      |
| Eltheim (Standort) | Siedlung vor- und frühgeschichtlicher Zeitstellung. | D-3-7039-0070 |      |
| Eltheim (Standort) | Frühmittelalterliches Reihengräberfeld. | D-3-7039-0448 |      |
| Eltheim (Standort) | Archäologische Befunde und Funde im Bereich der katholischen Filialkirche St. Laurentius in Eltheim, darunter die Spuren von Vorgängerbauten bzw. älterer Bauphasen. | D-3-7039-0450 |      |
| Eltheim (Standort) | Siedlung vor- und frühgeschichtlicher Zeitstellung. | D-3-7039-0480 |      |
| Eltheim (Standort) | Siedlung vor- und frühgeschichtlicher Zeitstellung. | D-3-7039-0481 |      |
| Eltheim (Standort) | Siedlung vor- und frühgeschichtlicher Zeitstellung. | D-3-7039-0482 |      |
| Eltheim (Standort) | Siedlungen der Urnenfelderzeit und der Frühlatènezeit, Grabenwerk vor- und frühgeschichtlicher Zeitstellung.                                                         | D-3-7039-0491 |      |

### Gemarkung Friesheim
| Lage                 | Objekt | Akten-Nr.     | Bild |
| -------------------- | --- | ------------- | ---- |
| Friesheim (Standort) | Bestattungsplatz wohl des Frühmittelalters. | D-3-6939-0012 |      |
| Friesheim (Standort) | Siedlung vor- und frühgeschichtlicher Zeitstellung. | D-3-6939-0083 |      |
| Friesheim (Standort) | Siedlung und Bestattungsplatz mit Kreisgräben vor- und frühgeschichtlicher Zeitstellung.                                                                                   | D-3-6939-0087 |      |
| Friesheim (Standort) | Siedlung vor- und frühgeschichtlicher Zeitstellung. | D-3-6939-0105 |      |
| Friesheim (Standort) | Bestattungsplatz mit Kreisgräben vorgeschichtlicher Zeitstellung. | D-3-6939-0153 |      |
| Friesheim (Standort) | Archäologische Befunde und Funde im Bereich der katholischen Filialkirche St. Maria in Friesheim, darunter die Spuren von Vorgängerbauten bzw. älterer Bauphasen.          | D-3-6939-0161 |      |
| Friesheim (Standort) | Siedlung und Bestattungsplatz mit Kreisgräben vor- und frühgeschichtlicher Zeitstellung.                                                                                   | D-3-6939-0163 |      |
| Friesheim (Standort) | Siedlungen vor- und frühgeschichtlicher Zeitstellung, ein hallstattzeitlicher Herrenhof, frühmittelalterliche Reihengräberfelder.                                          | D-3-6939-0164 |      |
| Friesheim (Standort) | Siedlung der Bronzezeit und Grabenwerk vor- und frühgeschichtlicher Zeitstellung.                                                                                          | D-3-6939-0165 |      |
| Friesheim (Standort) | Siedlung und Bestattungsplatz mit Kreisgräben vor- und frühgeschichtlicher Zeitstellung.                                                                                   | D-3-7039-0440 |      |
| Friesheim (Standort) | Freilandstationen des Mesolithikums, Siedlungen der Jungsteinzeit, der Bronzezeit, der Urnenfelderzeit, der Latènezeit, der römischen Kaiserzeit und des Frühmittelalters. | D-3-7039-0444 |      |
| Friesheim (Standort) | Mesolithische Freilandstation, Siedlungen der Jungsteinzeit, der Bronzezeit, der Urnenfelderzeit, der Latènezeit und des Frühmittelalters.                                 | D-3-7039-0479 |      |

### Gemarkung Illkofen
| Lage                | Objekt | Akten-Nr.     | Bild |
| ------------------- | --- | ------------- | ---- |
| Illkofen (Standort) | Siedlung vor- und frühgeschichtlicher Zeitstellung. | D-3-6939-0106 |      |
| Illkofen (Standort) | Siedlung vor- und frühgeschichtlicher Zeitstellung. | D-3-6939-0107 |      |
| Illkofen (Standort) | Archäologische Befunde des Mittelalters und der frühen Neuzeit im Bereich der katholischen Kirche St. Martin in Illkofen, darunter die Spuren von Vorgängerbauten bzw. älteren Bauphasen. | D-3-6939-0109 |      |
| Illkofen (Standort) | Siedlung vor- und frühgeschichtlicher Zeitstellung. | D-3-6939-0110 |      |
| Illkofen (Standort) | Siedlung und Bestattungsplatz mit Kreisgräben vor- und frühgeschichtlicher Zeitstellung.                                                                                                  | D-3-6939-0111 |      |
| Illkofen (Standort) | Siedlung vor- und frühgeschichtlicher Zeitstellung. | D-3-6939-0112 |      |
| Illkofen (Standort) | Bestattungsplatz der späten Bronzezeit. | D-3-6939-0242 |      |

### Gemarkung Sarching
| Lage                | Objekt | Akten-Nr.     | Bild |
| ------------------- | --- | ------------- | ---- |
| Sarching (Standort) | Archäologische Befunde im Bereich des ehemaligen Schlosses von Sarching, zuvor mittelalterliche Burg. | D-3-6939-0073 |      |
| Sarching (Standort) | Siedlungen der Jungsteinzeit und der römischen Kaiserzeit. | D-3-6939-0123 |      |
| Sarching (Standort) | Siedlung der Hallstattzeit. | D-3-6939-0124 |      |
| Sarching (Standort) | Siedlung vor- und frühgeschichtlicher Zeitstellung. | D-3-6939-0139 |      |
| Sarching (Standort) | Siedlung mit Grabenwerk vor- und frühgeschichtlicher Zeitstellung. | D-3-6939-0146 |      |
| Sarching (Standort) | Siedlungen des Frühmittelalters sowie vorgeschichtlicher Zeitstellung. | D-3-6939-0147 |      |
| Sarching (Standort) | Siedlung mit Grabenwerk vor- und frühgeschichtlicher Zeitstellung. | D-3-6939-0148 |      |
| Sarching (Standort) | Siedlung der vorgeschichtlichen Metallzeiten. | D-3-6939-0152 |      |
| Sarching (Standort) | Archäologische Befunde und Funde im Bereich der katholischen Pfarrkirche Mariä Himmelfahrt in Sarching, darunter die Spuren von Vorgängerbauten bzw. älterer Bauphasen.                                                        | D-3-6939-0156 |      |
| Sarching (Standort) | Siedlung vor- und frühgeschichtlicher Zeitstellung. | D-3-6939-0158 |      |
| Sarching (Standort) | Siedlungen der Bronzezeit, der Urnenfelderzeit, der Hallstattzeit und des Frühmittelalters, Bestattungsplätze der Urnenfelderzeit, der Mittellatènezeit und des Frühmittelalters.                                              | D-3-6939-0160 |      |
| Sarching (Standort) | Siedlung der Latènezeit, Brandgräberfeld der römischen Kaiserzeit. | D-3-6939-0236 |      |
| Sarching (Standort) | Siedlungen der Latènezeit und der römischen Kaiserzeit. | D-3-6939-0237 |      |
| Sarching (Standort) | Siedlung vor- und frühgeschichtlicher Zeitstellung. | D-3-7039-0442 |      |
| Sarching (Standort) | Mesolithische Freilandstation, Siedlung der Früh- und Mittelbronzezeit. | D-3-7039-0445 |      |
| Sarching (Standort) | Endpaläolithische und mesolithische Freilandstation, Siedlungen der späten Jungsteinzeit, der mittleren und späten Bronzezeit, der Urnenfelderzeit, der Hallstattzeit und der Latènezeit, Bestattungsplatz der Spätbronzezeit. | D-3-7039-0446 |      |